# WikiWikiWeb
WikiWikiWeb, WikiWiki lub po prostu Wiki (przez wielkie „W”) – pierwsze na świecie oprogramowanie typu wiki, napisane w języku Perl. Wiki to towarzyszy serwisowi Portland Pattern Repository (PPR) pod adresem c2.com i jest ulokowane w c2.com/cgi/wiki. Termin wiki, który używany jest do określenia modyfikowalnych stron Web, np. Wikipedii, pochodzi od oryginalnego wiki.
WikiWikiWeb zostało zapoczątkowane w 1994 roku przez Warda Cunninghama w celu ułatwienia wymiany poglądów pomiędzy programistami i zainstalowane pod domeną c2.com należącą do jego firmy Cunningham & Cunningham 25 marca 1995 roku.

## Nazwa
Cunningham nazwał WikiWikiWeb w ten sposób, ponieważ urzędnik na lotnisku w Honolulu powiedział mu, aby skorzystał z autobusu nazywanego „Wiki Wiki”, który kursował pomiędzy terminalami lotniska. „Wiki wiki” to powtórzone dwukrotnie słowo „wiki”, oznaczające po hawajsku szybko. WikiWikiWeb miało umożliwiać szybkie tworzenie stron i linków, lecz zamiast określenia w rodzaju „quick web” Cunningham wybrał odpowiednie określenie hawajskie jako nazwę dla nowego zjawiska.
Powtórzenie głosek w ten sposób nazywane jest w lingwistyce aliteracją. Zapisanie nazwy bez odstępów i z użyciem wielkich i małych liter obok siebie powoduje automatyczne utworzenie hiperłącza, co jest jedną z podstawowych cech wiki, umożliwiających szybkie tworzenie odnośników i nowych wpisów.

## WikiWikiWeb jako prekursor innych społeczności internetowych
WikiWikiWeb odgrywa ważną rolę w sieci World Wide Web oraz w sieci Internet, z powodu swojego wpływu na społeczności internetowe. Koncentracja WikiWikiWeb na programowaniu czyni jego zawartość dość trudną do zrozumienia dla ludzi niezwiązanych z informatyką, ale, pomimo to, idea wiki została podchwycona przez innych twórców i posłużyła im do zbudowania własnych systemów wiki.
Społeczności wiki poza WikiWikiWeb zaimplementowały własne systemy wiki do stworzenia wiki skupionych na zawartości innej niż programowanie.